# Burg Castelbouc
Die Burg Castelbouc (französisch Château de Castelbouc) ist die Ruine einer Felsenburg in der französischen Gemeinde Sainte-Enimie im Département Lozère der Region Okzitanien. Sie liegt im zugehörigen kleinen Dorf Castelbouc in den Gorges du Tarn und überragt sowohl die Ansiedlung als auch den passierenden Fluss durch ihre Positionierung auf einem exponierten Felsen.

## Geschichte
Erstmalige Erwähnung fand die Burg im 12. Jahrhundert, als sie sich im Besitz von Etienne de Castelbouc, einem Vasallen von Elie de Montbrun, befand. Letzterer war Kommandant des Templerordens in Larzac. In der zweiten Hälfte des 16. Jahrhunderts beschlossen die einzelnen Baronien des Gévaudan die Zerstörung zahlreicher Schlösser und Burgen in der Region – mutmaßlich, damit sich im Zuge der Hugenottenkriege flüchtende Protestanten dort nicht verstecken konnten. 1592 wurde auch die Burg Castelbouc geschleift.

## Legende
Um die Bezeichnung der Burg rankt sich eine unter Einheimischen und Touristen bekannte Legende: Demnach seien zur Zeit des Ersten Kreuzzuges sämtliche Männer der Region in den militärischen Dienst getreten und hätten ihre Heimat verlassen. Einzig der Burgherr Raymond blieb zurück. Die Legende besagt, dass er in der Folge alle Frauen des Dorfes sexuell befriedigte und daraufhin vor Erschöpfung verstarb. Am darauffolgenden Abend sei sein Geist in Form eines Ziegenbocks (frz.: bouc) über die Burg geflogen, die auf diese Weise – ebenso wie der Ort – ihren Namen erhalten habe.